# دراشکوواتس
دراشکوواتس (به صربی: Draškovac) یک منطقهٔ مسکونی در صربستان است که در لسکواس واقع شده‌است. دراشکوواتس ۷۹۱ نفر جمعیت دارد.